# Domenico Bonsi (diplomatico)
Domenico Bonsi (1522 – 1583) è stato un diplomatico italiano della Repubblica di Firenze. Era padre di Giovanni Bonsi, meglio conosciuto come Jean de Bonsi, il cardinale italiano.